# 공호석
공호석(1946년 12월 28일 ~ )은 대한민국의 배우이다.

## 출연작

### 영화
- 1991년 《사의 찬미》
- 1991년 《인간시장 3》... 무초 스님 역
- 1994년 《너에게 나를 보낸다》... 현진발 역
- 1998년 《실락원》
- 2002년 《우렁각시》... 독 노인 역
- 2002년 《휘파람 공주》... 경호 2 역
- 2003년 《질투는 나의 힘》... 안혜옥 부친 역
- 2004년 《신부수업》... 주교 역
- 2005년 《박수칠 때 떠나라》... 한 박사 역
- 2006년 《거룩한 계보》... 살인마 역
- 2007년 《아들》... 수감자 역
- 2007년 《기담》... 일본군 대장 역
- 2007년 《바르게 살자》... 노인 역
- 2007년 《식객》... 서 노인 역
- 2008년 《미인도》... 기부 역
- 2008년 《울학교 이티》... 최 선생 역
- 2009년 《차우》... 산장 노인 역
- 2009년 《굿모닝 프레지던트》... 경자 참모 1 역
- 2010년 《퀴즈왕》... 공 순경 역
- 2010년 《헬로우 고스트》... 구판탁 역
- 2011년 《로맨틱 헤븐》... 판사 역
- 2012년 《연애의 온도》... 선차장 부 역
- 2013년 《도희야》... 동네 할배 역
- 2014년 《한번도 안 해본 여자》... 권필교 역
- 2015년 《울보》... 병원장 역
- 2016년 《죽여주는 여자》... 노인 1 역

### 드라마
- 1992년 SBS 월화드라마 《분례기》... 용팔 역
- 1998년 KBS 대하드라마 《태조 왕건》... 장일 역
- 2002년 SBS 대하드라마 《야인시대》... 캬바레 사장 역
- 2011년 SBS 드라마스페셜 《49일》... 수제비집 주인 역
- 2011년 MBC 주말특별기획 《애정만만세》... 공인중개사 역
- 2014년 SBS 주말특별기획 《엔젤 아이즈》 ... 율미도 주민 역
- 2015년 OCN 토요드라마 《실종느와르 M》 ... 마을주민 역
- 2019년 JTBC 금토드라마 《나의 나라》

## 경력
- 연극배우협회 회원
- 극단 민예대표

## 수상
- 1995년 제19회 서울연극제 남자연기상
- 2003년 올해의 연극연기상